# Eesti Lauatenniseliit
De Eesti Lauatenniseliit (ELTL) is de koepelorganisatie in Estland voor de beoefening van het tafeltennis. De ELTL organiseert het tafeltennis in Estland en vertegenwoordigt het Estse tafeltennis op internationale sportevenementen.
De bond is opgericht op 1 januari 1926 en is lid van de International Table Tennis Federation. Anno 2016 telde de bond 1.690 leden, verspreid over 64 verenigingen. 

## Ledenaantallen
Hieronder de ontwikkeling van het ledenaantal:
| Jaar | Ledenaantallen | Ledenaantallen | Ledenaantallen | Ledenaantallen | Ledenaantallen | Ledenaantallen | Ledenaantallen |
| Jaar | Jongens        | Meisjes        | Totaal jeugd   | Mannen         | Vrouwen        | Totaal volwas. | Totaal         |
| ---- | -------------- | -------------- | -------------- | -------------- | -------------- | -------------- | -------------- |
| 2016 | 601            | 319            | 920            | 628            | 142            | 770            | 1.690          |
| 2015 | 562            | 328            | 890            | 648            | 141            | 789            | 1.679          |
| 2014 | 576            | 315            | 891            | 664            | 164            | 828            | 1.719          |
| 2013 | 548            | 272            | 820            | 647            | 175            | 822            | 1.642          |
| 2012 | 507            | 276            | 783            | 636            | 162            | 798            | 1.581          |
| 2011 | 497            | 292            | 789            | 659            | 166            | 825            | 1.614          |
| 2010 | 410            | 274            | 684            | 614            | 198            | 812            | 1.496          |